# Плещут холодные волны
«Хлюпають холодні хвилі» («Варяг»; Загибель «Варяга») — пісня про подвиг крейсера «Варяг» і канонерського човна «Кореєць».

## Передісторія

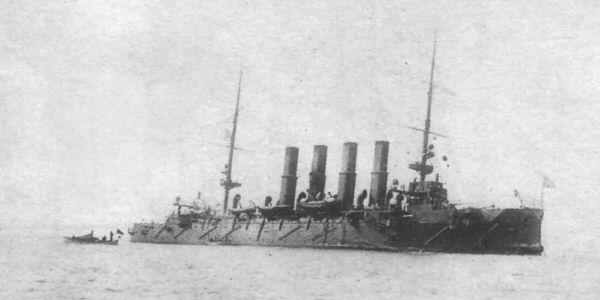
«Варяг» після бою

Під час Російсько-японської війни відбулася морська битва крейсера російського флоту «Варяг» і канонерського човна «Кореєць» проти чотирнадцяти японських кораблів в бухті Чемульпо. Російські кораблі отримали сильні пошкодження, не могли продовжувати бій. Для того, щоб пошкоджені кораблі не дісталися ворогу, команди підірвали «Кореєць» і затопили «Варяг».

## Історія пісні
Через 16 днів після загибелі «Варяга» і «Корейця» в газеті «Русь» за підписом Я. Репнінського було опубліковано вірш «Варяг» («Хлюпають холодні хвилі»). Пізніше вони були покладені на музику композитором і регентом Ставропольського кафедрального собору Казанської ікони Божої Матері В. Д. Беневським і студентом Юр'ївського університету Ф. Н. Богородицьким.
У 1950-х роках дослідник і популяризатор вітчизняної пісенної історії Олександр В'ячеславович Шилов висунув версію, що вірш опублікований газетою «Русь» належить перу банківського службовця Я. С. Репнінському. Він також засумнівався в тому, що В. Д. Беньовський і Ф. Н. Богородицький є авторами музики, тим більше, що порівняння записів мотиву того і іншого не дає підстави вважати їх авторами музики.
Музика пісні існувала як в двочастковому, так і в трьохчастковому розмірі.
У роки Великої Вітчизняної війни Червонопрапорний ансамбль пісні і танцю під керівництвом О. В. Александрова співав її в характері маршу , а в Державному російському академічному хорі був прийнятий тричастковий варіант «Холодних хвиль» в обробці А. В. Свєшнікова.
У пісні існує неофіційне народна назва «Кореєць» на відміну від «Ворогові не здається наш гордий" Варяг "», званої «Варяг».

Мелодія пісні неодноразово використовувалася в інших піснях, особливо в морських. Особливо відома пісня невідомого автора «Брати, згадаймо героя», присвячена пам'яті адмірала С. О. Макарова.
Братья, вспомянем героя,

Наш адмирал и отец,

Спит на дне бурного моря

Отчизну любивший боец.

Его все матросы любили,

Честно свой долг исполнял,

Смерти глядел в глаза прямо,

Трусов всегда подбодрял.